# Sept Hommes, une femme
Pour plus de détails, voir Fiche technique et Distribution.
Sept Hommes, une femme est un film français, une comédie de mœurs écrite et réalisée par Yves Mirande, sortie en 1936.

## Synopsis
La comtesse Lucie de Kéradec est une veuve inconsolable. Un jour apprenant que feu son mari la trompait, elle décide de refaire sa vie, elle a l'idée de réunir dans son château de Loir-et-Cher, sept de ses soupirants pour l'ouverture de la chasse en les gardant pendant quinze jours, elle pense ainsi que le temps aidant ces messieurs se révéleront sous leur vrai jour et qu’elle pourra choisir en toute connaissance de cause. Très vite et pour différentes raisons trois des sept hommes abandonnent la partie. La comtesse joue alors la comédie de la ruine avec deux faux huissiers et deux autres hommes quittent le château, des deux restant l'un est un aventurier que Lucie éconduit, l'autre un brave homme qu'elle ne peut aimer mais à qui elle offre son amitié. Rentrée à Paris elle ira rejoindre son ami d'enfance qui lui est véritablement ruiné.

## Fiche technique
- Réalisation : Yves Mirande, supervisé par René Guissart
- Scénario : Yves Mirande
- Décors : René Renoux
- Photographie : Charlie Bauer
- Son : William Wilmarth
- Montage : Roger Mercanton
- Musique : Armand Bernard
- Production : Fred Bacos
- Société de production : Paris Ciné Films
- Format : Son mono  - Noir et blanc - 1,37:1
- Genre : Comédie
- Durée : 100 min
- Date de sortie : 
  - France : 28 août 1936

## Distribution
- Fernand Gravey : Brémontier
- Saturnin Fabre : Derain, député
- Pierre Larquey : Langlois, entrepreneur
- Vera Korène : la comtesse Lucie de Kéradec
- Jeanne Lory : la mère de Lucie
- Roger Duchesne : de Villiers
- Maurice Escande : Bizulier
- Félix Oudart : Barfleur, romancier
- Doumel : Le patron de l'hôtel bon marché
- Charles Lemontier : Julien
- Georges Bever : Anatole
- Robert Arnoux : Vauxcouleur, spéculateur en bourse
- Pierre Feuillère : Massa, compositeur
- Simone Texier : Annette, une domestique
- Claude Marty : le bijoutier
- Émile Saulieu : Pierre
- Léonce Corne : l'huissier
- Georges Cahuzac : l'assistant de l'huissier

## Critique
« ...M. Yves Mirande nous conte ici sans avoir l'air d'y toucher, l'aventure d'une veuve qui invite ses sept soupirants dans son château. Là, elle les verra vivre et choisira le plus digne. Sur ce thème, M. Mirande a écrit un film qui nous fait passer une excellente soirée. Bien construit, farci de répliques amusantes et cocasses, ce film constitue un divertissement charmant. Le pessimisme boulevardier, parigot et goguenard de Mirande vaut bien l'humour des comédies qu'on nous adresse d'Hollywood (...). Fernand Gravey, Pierre Larquey et Saturnin Fabre servent fort bien le film dans lequel Mlle Véra Korène va et vient. »

— Henri Jeanson, Le Canard enchainé, 2 septembre 1936, cité dans Jeanson par Jeanson, la Mémoire du Cinéma français, Éditions René Château, 2000